# Fragaria chiloensis
La frutilla chilena, fresa chilena o frutilla blanca (Fragaria chiloensis), frutilla de arena, frutilla de la costa de Chiloé o frutilla silvestre, es una planta herbácea perenne de la familia de las rosáceas, que crece en América del Norte y América del Sur en una gran variedad de climas y suelos. Junto con F. virginiana, es la progenitora del fresón o frutilla ananá (F. × ananassa), la variedad más consumida actualmente.

## Descripción
Es una planta de crecimiento postrado, que coloniza el terreno extendiendo sus estolones (tallos rastreros). Sus tallos son de color rojizo, y están cubiertos de pelos cortos; sus hojas son de un color verde brillante, y tienen tres foliolos; sus flores tienen entre 5 y 15 pétalos, según la subespecie.
La parte comestible es un eterio de color blanco, rosado o rojo. Está formada por un engrosamiento de la base de la flor, sobre la que se distribuyen "pepitas", que no son semillas, sino pequeños frutos secos (aquenios).
Ese eterio, a efectos gastronómicos, es un pequeño fruto de piel muy delgada y pálida, la cual al madurar tiende a tomar un color rosado muy tenue, conservando el color blanco en su interior, junto a un perfume fino, herbáceo, que lo hace muy agradable y delicada en boca.

## Hábitat y distribución
Habita a lo largo de la costa chilena y en la Patagonia; en Chile crece desde la región del Maule hasta la región de Aysén, incluyendo el archipiélago de Chiloé, se distribuye desde el nivel del mar hasta los 1850 m de altitud, en sitios de clima templado mediterráneo y marítimo lluvioso, aunque también se adapta a otros climas.
Esta especie fue introducida con éxito en Ecuador y Perú durante el siglo XVI[cita requerida]. No fue hasta comienzos del siglo XVIII que algunos ejemplares de esta especie fueron llevados a Europa. Los datos disponibles para América del Sur indican que la dispersión de la especie Fragaria chiloensis se realizó desde Chile a partir de la llegada de los españoles.
Se le considera una planta originaria de Chile y de las costas del Pacífico en América. La especie se encuentra también en costa occidental de Estados Unidos y Hawái[cita requerida].

## Historia
Los primeros en cultivarla fueron los mapuche, en el territorio que corresponde al centro y el sur de Chile.

### sigloXVI

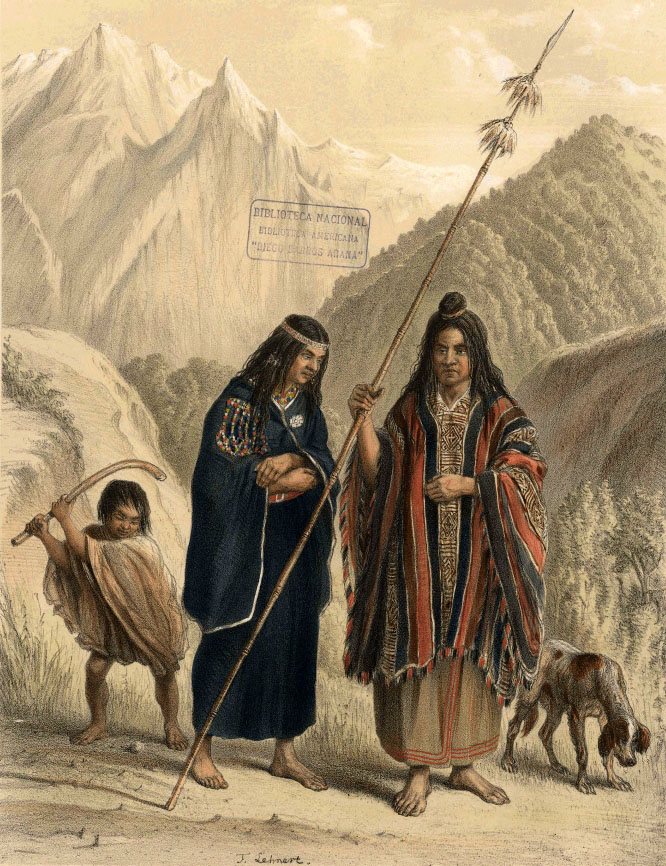
Mapuches por Claudio Gay

Las primeras referencias históricas de esta especie datan de 1542, cuando el conquistador Pedro de Valdivia hizo referencia a la existencia de «frutillas», creándose así un nuevo vocablo alternativo al que se utilizaba en Europa para los frutos del mismo género, llamados hasta ese momento «fresas».

Es imponderable la abundancia de frutilla, perla que producen los campos desde los 36° para el polo.
Pedro de Valdivia, 1542

Igualmente, del cronista español Jerónimo de Vivar en 1558, quien acompañaba a Pedro de Valdivia en la conquista de Chile, informó.

De la frutilla que dije en la ciudad de Santiago aparrada por el suelo hay muy gran cantidad, de la cual hacen un brebaje los indios para beber. Es gustoso y pasada imita a higos.
Jerónimo de Vivar, 1558

Pocos años después fue mencionada por el soldado español Pedro Mariño de Lobeira en 1562 y que quedó plasmada posteriormente en la Cronica del Reino de Chile.

Hai también por los campos grandes frutillares, que así se llaman, los que dan una fruta casi a manera de madroños, aunque en la cantidad algo mayor, y en el sabor más dulce, y delicado incomparablemente y así por excelencia se llama frutilla de Chile.
Pedro Mariño de Lobeira, 1562

Igualmente, el padre jesuita José de Acosta mencionó en 1590 el cultivo de la frutilla en Chile.

La que llaman frutilla de Chile, tiene también apetitoso comer, que cuasi tira al sabor de guindas, más en todo es muy diferente: porque no es árbol sino yerba, que crece poco, y se esparce por la tierra, y da aquella frutilla, que en el color y granillos tira a moras, cuando están blancas por madurar, aunque es más ahusada, y mayor que moras. Dicen, que en Chile se halla naturalmente nacida esta frutilla en los campos. Donde yo la he visto, siembrase de rama, y criase como otra hortaliza.
José de Acosta, 1590

A fines del siglo XVI, el escritor Pedro de Oña la refirió en su obra Arauco Domado en 1596.

De la cantidad de la frutilla no trato, porque el ser tan regalada, y rica fruta [...] que la tiene dada a conocer por toda la tierra. [...] es de apetitoso comer.
Pedro de Oña, 1596

### Siglo XVII

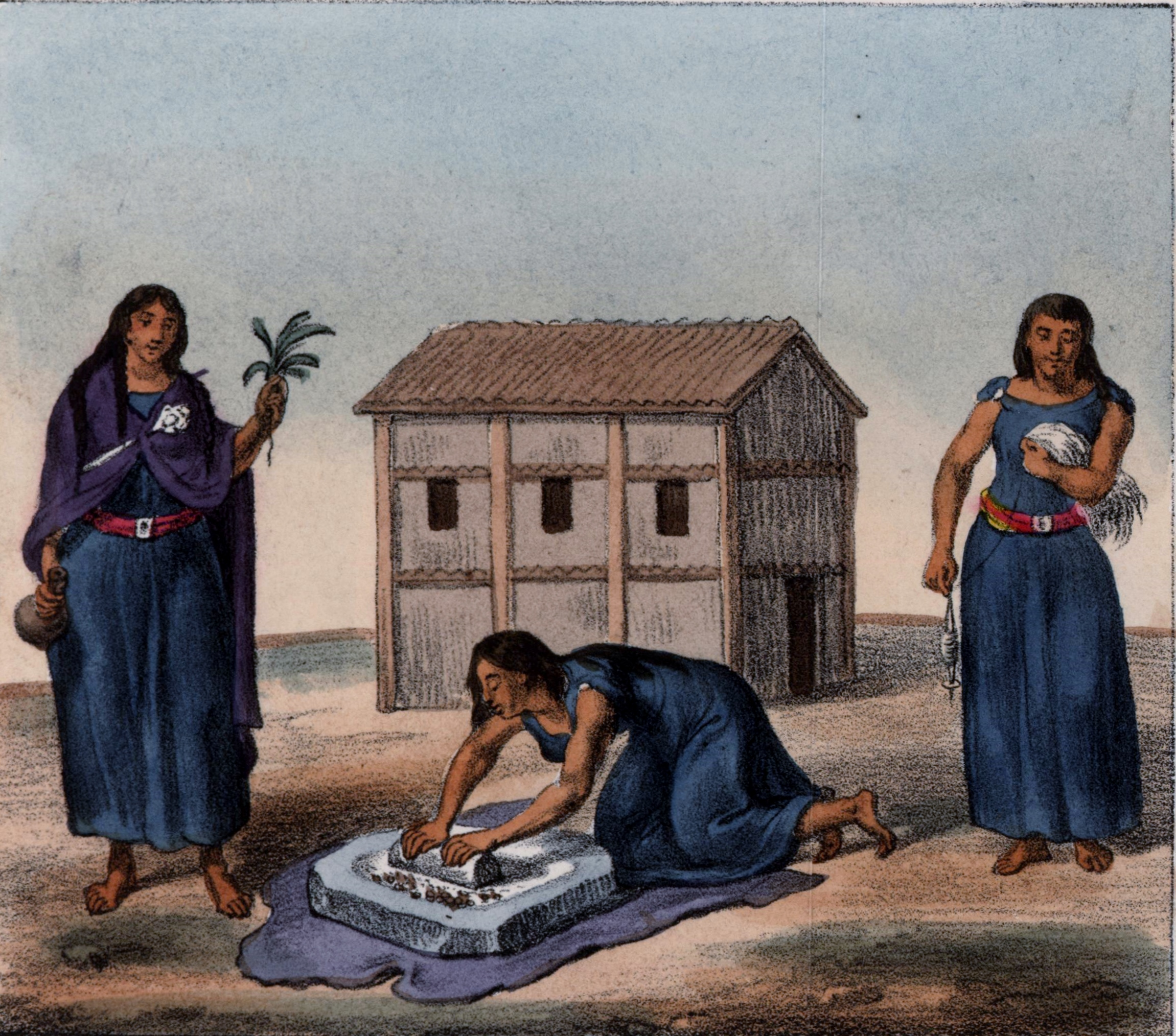
Mujeres mapuches por Peter Schmidtmeyer

Durante la primera mitad del siglo XVII, la presencia en distintos relatos de cronistas permite determinar la distribución de la especie F. chiloensis, en La Araucanía, en Biobío y en Concepción, además de su exportación al Callao en Perú.
Fray Diego de Ocaña la describió en 1605 de la siguiente manera:

Nacese por estos campos mucha frutilla, que es como madroños, un poco más larga en prados, en unas matas pequeñas y a raíz del suelo. Tiene otras chacras de esta frutilla que cultivan, de la cual hacen mucha pasa y chicha para beber, con lo cual se sustentan.
Fray Diego de Ocaña, 1605

En 1614, Alonso de Ovalle conoció estos frutos blancos, perfumados y dulces, y los clasificó como Fragaria chiloensis. En 1646 escribió su obra Histórica Relación del Reyno de Chile, donde describe el cultivo de la frutilla, su comercialización y además describe las tres variedades: roja, blanca y amarilla.

La fruta generalmente no se compra sino que con facilidad dejan entrar en las huertas, y a comer la que quieren. Solo la que llaman frutilla y en Italia frauli se vende, porque aunque es propia de la tierra, y he visto leguas enteras de frutillares que nacen de suyo en el campo, haze tanta ventaja a las demás que los que la cultivan hacen mucho dinero de ella, son muy diferentes de las que he visto aquí en Roma allí en el sabor como en el olor, y en la cantidad porque crecen tan grandes como peras, y aunque de ordinario son rojas, las ay también en la concepción blancas, y amarillas.
 Alonso de Ovalle, 1646

El sacerdote jesuita Bernabé Cobo mencionó a la frutilla en Chile.

La frutilla de Chile se halló solo en aquel reino, y por eso le dieron este nombre los españoles (destacándola como) una fruta muy sabrosa y regalada, la cual aunque en Chile es silvestre y nace en lugares no cultivados.
Bernabé Cobo, 1653

### Siglo XVIII

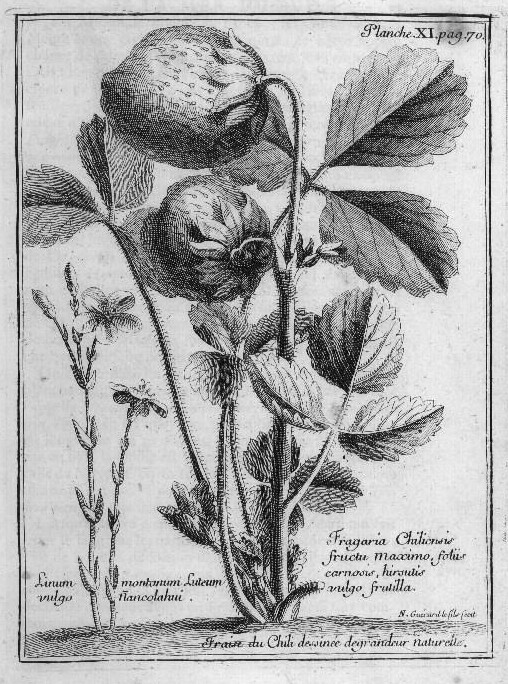
Fragaria chiloensis (frutilla chilena) ilustrada por Frézier en su Relación del viaje al mar del sur y llevada a Francia en 1712

En 1714, Amédée-François Frézier, ingeniero militar al servicio de Luis XIV, llevó algunos ejemplares a Europa. En aquel entonces, el viaje duraba seis semanas. Solo llegaron cinco plantas vivas.

Se cultivan campos enteros con una especie de fresas diferente de la nuestra por sus hojas más redondeadas, más carnosas y muy vellosas; sus frutos, por lo general, son grandes como una nuez y a veces como un huevo de gallina; son de un color rojo blanquecino y de un gusto menos delicado que nuestras fresas del bosque. Entregué algunos pies al señor de Jussieu para el jardín Real, donde se ocuparán de hacerlos fructificar. Además de estas, no faltan en los bosques otras de la misma especie que las europeas
Amédée-François Frézier, 1714

En 1788, el abate Juan Ignacio Molina describió la frutilla e hizo referencia a su nombre mapuche como quelguén. En ese período Molina residía en Europa e informó del cultivo de esta especie en Bolonia (Italia), París (Francia), y en Chelsea (Inglaterra).

El Quelguen, ó llamese la fresa Chilena, solo se distingue de la europea en las hojas, que son carnosas y peludas, y en el tamaño de sus fresas, que igualan, por lo general, a una nuez común, y a veces a un huevo pequeño de gallina. Aunque el color de estas fresas sea por lo común blanco o rojo, como las de Europa, las hay también en amarillas en las provincias de Puchacay y de Huilquilemu, que es donde acuden mejor que en ninguna otra parte. Ya hace algunos años, que transportada a Europa esta planta, fructifica muy bien en algunos parages, especialmente en el jardín real de París, en el de Chelse, inmediato a Londres; y en este huerto de las plantas exóticas que hay en Bolonia, su atento director, que lo es el doctor Gabriel Brunelli (cuya basta erudición en este género de cosas naturales he admirado diversas veces en las conversaciones que ha tenido conmigo), me manifestó la variedad más común de las fresas chilenas, conviene a saber, la blanca: pero si he de decir verdad, esta planta ha degenerado notablemente en su transmigración, pues sus frutas no adquieren aquí jamás el tamaño, la fragancia ni el delicado sabor que tienen en su nativo terreno; siendo así que las fresas comunes que nacen espontáneamente en Chile y en Europa, tienen allí todas las buenas qualidades que se pueden apetecer
Abate Juan Ignacio Molina, 1788

A fines del siglo XVIII, se hablaba de la presencia de esta especie en la ciudad de Santiago.

### Siglo XIX
Diversos autores y especialistas reportan la presencia de F. chiloensis en Santiago, Chillán, la cordillera de Nahuelbuta y zonas de Concepción al sur. Finalmente Robert Arthur Darrow plantea una distribución natural de la especie desde las Termas de Chillán a los 36° 50' S hasta Coyhaique en los 45° 35' S, incluida la región de Los Lagos y el archipiélago de Chiloé.
El naturalista francés Claudio Gay en 1844 hizo referencia al cultivo de la frutilla o fresa de Chile llamada quellghen por los mapuches, y dio a conocer que en Chile crecía en forma espontánea, especialmente en el sur del país. Su cultivo se hacía en huertas y en jardines. La describe entonces del tamaño de una nuez y de color rosado. Aunque su color se vuelve blanca una vez cultivada, especialmente en el norte del país.

Su cultivo no es menos común en Europa en donde se ve una gran cantidad de variedades, todas generalmente conocida con el nombre de fresa de Chile y de fresa anana. Aunque desprovista del perfume de la fresa ordinaria, sin embargo muchas personas la prefieren á esta por su grosor y por su delicadeza. Su producción data de un siglo y medio, y fue le autor del viaje en e Mar del Sur, el ingeniero Frezier, que, con mucha dificultad, trajo cinco plantas a Francia, de las cuales tuvo que dar dos dos al capitán del buque en compensación del agua dulce que necesitaba para regarlas, y de las tres que le quedaron, una fue entregada al ministro Souzy, otra al profesor A de Jussieu y la ultima la dejó en el puerto de Brest. De estos cinco ejemplares han salido todos los individuos que se cultivan en Francia á lo menos hasta 1820, época en que la libertad de comercio permitió introducirla en mayor cantidad.
Claudio Gay, 1844

## Genética

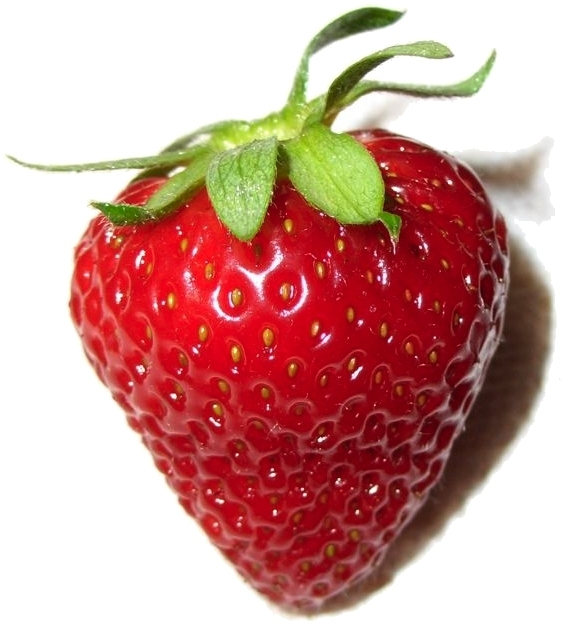
Fragaria × ananassa es un híbrido obtenido en 1766 entre la F. chiloensis y la F. virginiana.

Todas las fresas tienen un recuento haploide, es decir con un solo juego de 7 cromosomas. La Fragaria chiloensis en cambio es octoploide, es decir, tiene ocho juegos de estos cromosomas con un total de 56 cromosomas. 
Estos ocho genomas se agrupan en cuatro conjuntos distintos, de dos tipos diferentes, con poco o ningún paraje entre conjuntos. 
La composición del genoma de la especie de fresa octoploide se ha indicado generalmente como AAA'A'BBB'B'. Los genomas tipo A probablemente fueron contribuidos por ancestros diploides relacionados con la Fragaria vesca o especies similares, mientras que los genomas tipo B parecen descender de un pariente cercano de la Fragaria iinumae. 
El proceso exacto de hibridación y especiación que dio lugar a las especies octoploides aún se desconoce, pero parece que las composiciones genómicas de Fragaria chiloensis y Fragaria virginiana son idénticas, y, por extensión, la fresa octoploide cultivada Fragaria × ananassa también es idéntica a estas dos. 

### Variedades
En términos generales existen dos variedades naturales de la especie Fragaria chiloense en Chile, una de fruto rojo llamada por los mapuches llaweñ, que correspondería según Staudt (1962) a la subespecie chiloensis f. patagonica, cuya distribución se encuentra entre los 35° 30' de latitud S, cerca de Vilches y los 47° 33' de latitud S, al sur de Cochrane, las plantas de esta especie se distribuyen entre los 2 m s. n. m. hasta los 1850 m s. n. m., pero la variedad de frutos rojos solo se encuentra sobre los 500 m s. n. m.
La otra variedad, de fruto de color blanco llamada por los mapuches como kelleñ, podría corresponder a la subespecie chiloensis f. chiloensis, cuya distribución se extiende desde los 34° 55' Latitud S, cerca de Iloca, hasta los 41° 50' latitud S, en Mar Brava, Isla de Chiloé, se encuentra en zonas de influencia costera y en alturas menores a las del fruto rojo.

### Primeros híbridos
Los primeros híbridos documentados entre F. virginiana y F. chiloensis fueron obtenidos a principios del siglo XVIII en Francia. Ambas especies son octoploides, y la descendencia que se origina al cruzarlas presenta características intermedias entre las dos.
Finalmente, la frutilla moderna surgió en Brest, Francia, en  1766, tras el cruce de Fragaria virginiana, proveniente de Estados Unidos, y Bianca chiloensis (Fragaria ch.), proveniente de Chile. Este híbrido fue descrito por Antoine Nicolas Duchesne en su libro Historia natural de las fresas y constituye el primer híbrido, Fragaria x ananassa, que ha sido el propulsor de todas las distintas formas de frutillas comerciales o fresones que conocemos.
La colecta de ejemplares silvestres de Fragaria chiloense se considera una fuente importante de germoplasma para rehabilitar los híbridos con Fragaria viriginiana como también para su consumo directo.

## Usos de la especie

### Uso gastronómico por el pueblo mapuche

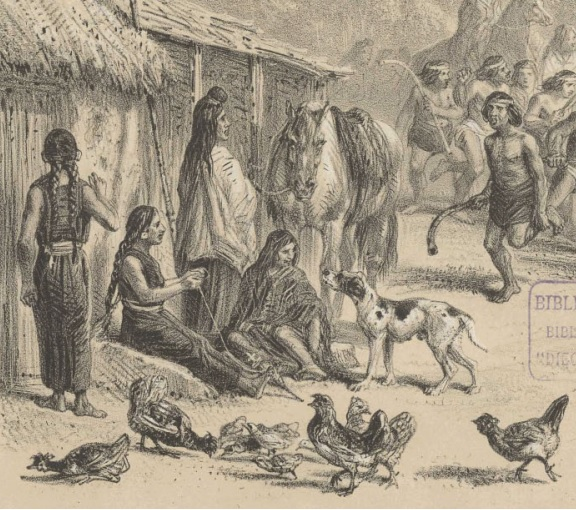
Escena mapuche por Claudio Gay, 1854

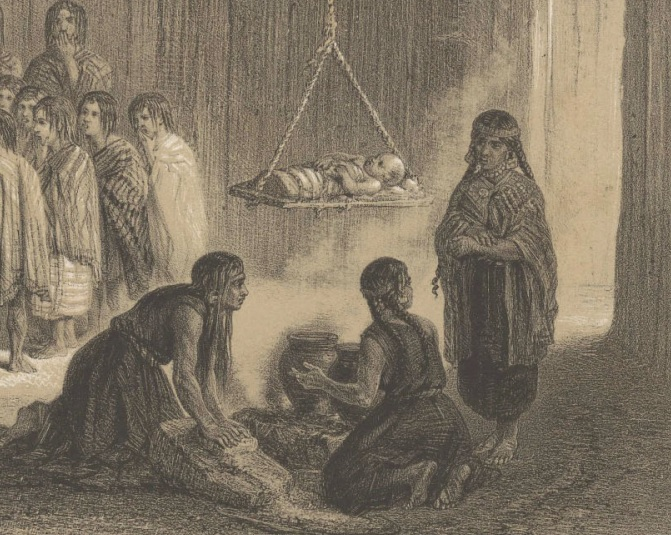
Escena en una ruca mapuche, Claudio Gay, 1854

El uso de esta especie se asocia al pueblo mapuche en Chile, en cuya lengua se conocen como kelleñ y antes como llaweñ y que posteriormente, los españoles llamarían "frutilla".

Los indios hacen della vino, y curándola al sol, pasas, que son de buen comer. Nace esta fruta de una humilde yerbezuela que se planta para muchos años, a cuyas posesiones llamas los nuestros frutillares
Capitán Alonso González de Nájera, 1614

Posteriormente, el capitán español Francisco Núñez de Pineda y Bascuñán en su libro Cautiverio Feliz que habla de las vivencias entre los indígenas en el año 1629 menciona en varias oportunidades el consumo de frutillas frescas y además el consumo de frutillas pasas o secas entre los mapuches.

Después de haberme puesto por delante un cántaro de chicha, me trajeron un plato de buen porte de frutillas frescas, y sin exageración había algunas que de dos bocados no les podíamos dar fin, porque de la suerte que entre nosotros se benefician las viñas, de la propia y aun con más cuidado labran ellos sus frutillares, de que hacen mucha cantidad de pasa para sus bebidas
Francisco Núñez de Pineda y Bascuñán, 1629.

De igual manera, Nuñez de Pineda menciona en su libro de forma reiterada una bebida fermentada o chicha la cual contenía frutillas secas. Esta bebida era considerada la mejor por el autor y menciona que también era apreciada como un regalo entre los mapuches. 

Me sacaron un cántaro de chicha de frutilla seca, extremada, clara, gustosa y picante, que es de las mejores que se usan
Francisco Núñez de Pineda y Bascuñán, Pg 38.

Los recién venidos me saludaron y me presentaron unas gallinas para mi viaje, unos bollos de maíz que llaman tamales y dos tinajuelas de chicha de frutilla seca o pasa, que es lo mejor que se platica y de mayor regalo
Francisco Núñez de Pineda y Bascuñán, Pg 153.

A mediados del siglo XVIII, el chileno Vicente Carvallo y Goyeneche escribe su obra “Descripción histórico jeografica del Reino de Chile”, la cual fue publicada solo en 1876. En ella describe brevemente el uso de la Fragaria chiloensis y su procesamiento y preparación como bebida fermentada por los mapuches.

La freza chilena, que los indios llaman Quellghen, i los españoles frutilla, abunda en todos los campos de Chile, i excede a la de España en tamaño i calidad; las hai blancas, amarillas i encarnadas, i todas mui dulces i de vivísimo olor. Los indios secan muchas, i en el invierno o primavera las ponen en infusión de agua hasta que fermentan, i resulta una sidra fragante i de buen beber.
 Vicente Carvallo y Goyeneche, mediados siglo XVIII

A mediados del siglo XIX Claudio Gay menciona que las fresas o frutillas eran abundantes en los campos de los mapuches, quienes la cultivaban y le llamaban quellghen y que con su fruta se preparaba una bebida fermentada.
A comienzos del siglo XX en los relatos de Pascual Coña, él aparte de la producción de chicha de manzana, los mapuches elaboraban otras chichas, como la de maqui, huingán y frutilla, entre otras. Coña llama a las frutillas kelleñ y menciona que su nombre antiguo es llaweñ.

### Uso medicinal por el pueblo mapuche

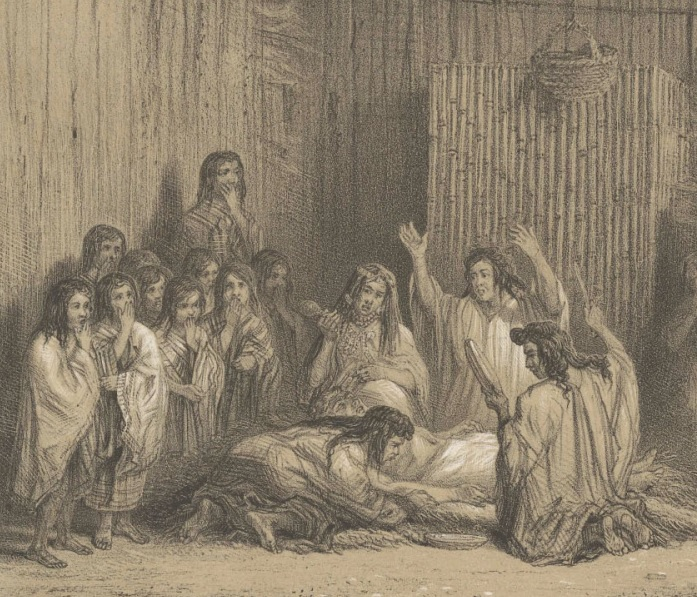
Detalle de un machitún por Claudio Gay, 1854

En 1674 el misionero e historiador jesuita español Diego de Rosales, quien escribió Historia general del Reino de Chile: Flandes Indiano, señala en su obra a la frutilla blanca indicando además la forma de preparación y propiedades abortivas.

La Frutilla deste Reyno, que casi se parece al madroño, tiene tal virtud que cocidas sus raizes y despues coger un pedazo de greda y quemarla hasta que esté echa ascua y apagarle en aquel cocimiento, es gran remedio para la muger que quiere malparir, porque en bebiendo aquel cocimiento se detiene la criatura y se sosiega la madre.
Padre Diego de Rosales, 1674, Tomo I.

En 1910, el misionero capuchino Félix José de Augusta, hace mención a un uso medicinal por parte de las curanderas o machis.

Las machis combaten con (…) procedimientos a este ser. Con el fin de alejarse de sus casas, guardan los indígenas encima de las aberturas de éstas, cierta yerba muy olorosa, el Kellen-lawen, cuya fragancia le produce al Weukufu según ellos, la sensación de la más repugnante hediondez, lo cual es muy bien pensado ay aplicable también a lo moral, pues para el demonio todo lo bueno, toda la nobleza de sentimiento es repugnante
Félix José de Augusta, 1910

### Uso militar por el pueblo mapuche

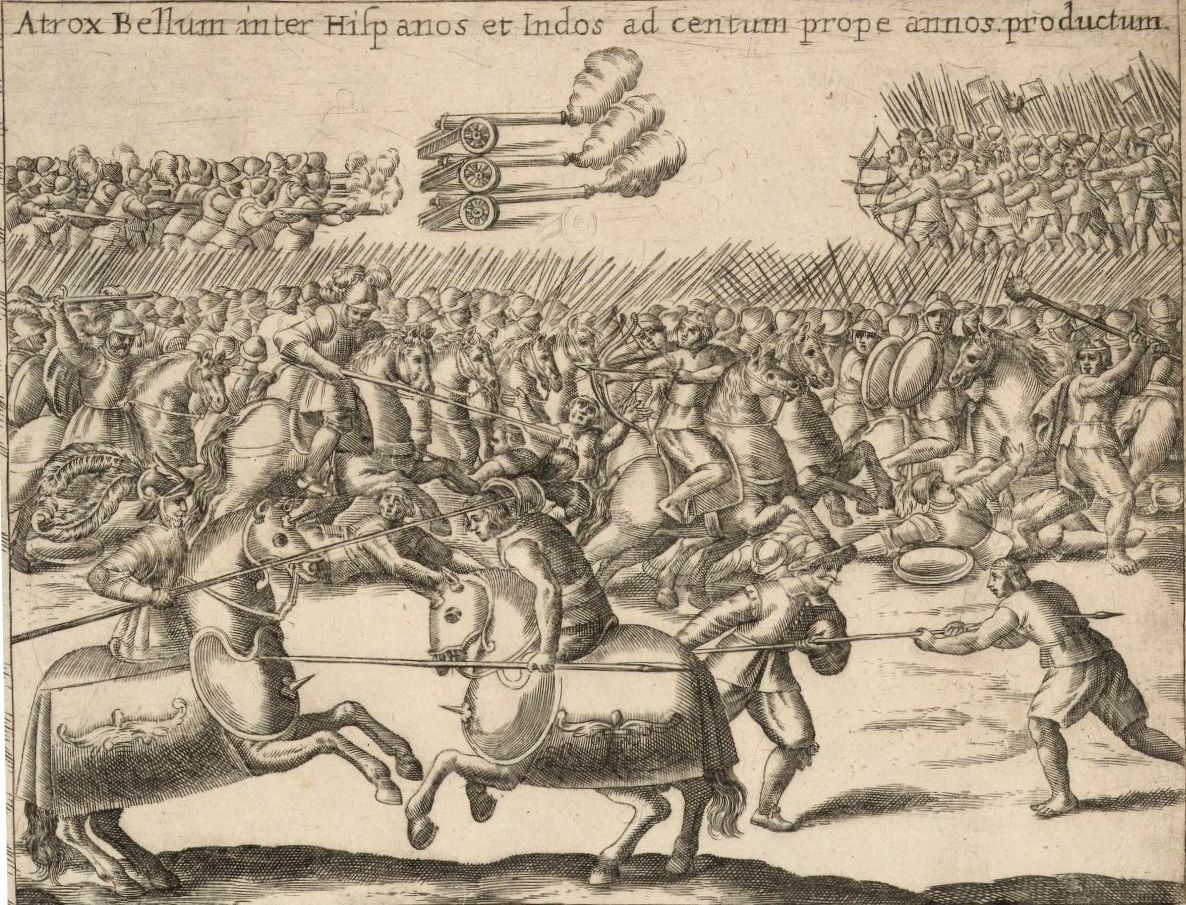
Batalla entre mapuches y españoles por Alonso de Ovalle

Los mapuches sembraban la frutilla en lugares altos y despejados, cercanos a formaciones boscosas, donde se escondían para asaltar a los soldados españoles que acudían golosos al reclamo de los frutos.

Es, pues, que plantan la frutilla en algunas laderas y partes eminentes, que de lejos se manifiesten y descubran arrimadas por un lado a lo espeso de sus montes, en las cuales se emboscan en los tiempos que marcha nuestro campo o otra gente nuestra; porque saben por experiencia que los inobedientes y poco advertidos soldados, que nunca faltan, mayormente entre los de nuestra caballería, tienen por costumbre el desmandarse a los tales frutilleros, y como los soldados sin algún recato no solo se apean y derraman por ellos, pero dejan sus lanzas hincadas junto a los caballos, y los arcabuces en las fundas de las sillas, y quitada cada uno la celada, sin recelar la que los indios les tienen hecha, las van hinchendo de la frutilla, cuando los cautos enemigos que los están acechando, lo ven bien ocupados y divertidos en la vendimia de lo que para tal cebo les plantaron, salen de improvisto a ellos con sus amoladas picas, y les quitan las vidas como a gente que quiso más ponerse a peligro de ser escarmiento a otros más recatados, que tomarlo ellos en los muchos que cada día degüellan con tales cebos.
Alonso González de Nájera, 1614

## Cultivo
En la región de la Araucanía, cerca de la ciudad de Purén, nos encontramos con un grupo de agricultores que cultivan este delicado fruto, el cual tiene una breve temporada que se extiende desde la segunda quincena de diciembre hasta fines de enero.
Su cultivo está disperso en la zona de Manzanal Alto, en plena cordillera de Nahuelbuta, cerca del océano Pacífico. Los huertos se extienden en pequeñas laderas de no más de 200 metros cuadrados, entre bosques nativos, entre los 650 y los 750 m. sobre el nivel del mar.
En la localidad de Huelón en la comuna de Curepto en la región del Maule, se cultiva la frutilla blanca, enclavado en la cordillera de la Costa, entre bosques mixtos de monocultivo de pino y extensiones de montaña nativa de la zona.
La variedad blanca de la especie se cultiva en Chile en las localidades de Iloca, Pelluhue, Buchupureo, Cañete, Contulmo, Lago Lleulleu, Carahue y Puerto Saavedra.

### Fiesta de la Frutilla Blanca
Anualmente desde 1984, durante la última semana de diciembre, se ha celebrado en la comuna chilena de Contulmo, en la provincia de Arauco, la «Fiesta de la frutilla blanca». Así también, la localidad de Purén, ciudad vecina de Contulmo, y en particular el subsector de Manzanal, fue el que abasteció de Fragaria chiloensis al extinto ramal de ferrocarril que cruzaba desde Lebu a Renaico. No era extraño, en época de cosecha a mediados del siglo XX, observar desde Manzanal (y Pangueco) una procesión de carretas, cargadas con canastos de frutilla blanca, en dirección a la estación de ferrocarriles de Purén, donde los pequeños agricultores vendían a comerciantes que, por su parte, revenderían en Santiago y otras ciudades el cotizado producto.
Además, desde fines de noviembre de 2013, en la comuna de Curepto en la Región del Maule, se ha realizado anualmente la «Fiesta de la frutilla blanca», específicamente en la localidad de Huelón, distante unos 4 km al norponiente de la capital de la comuna. En esta zona, la frutilla blanca se da de forma natural, y también ha sido cultivada por los lugareños por muchas décadas, y la localidad es reconocida por su destacado ponche de frutilla blanca.

## Taxonomía
Fragaria chiloensis fue descrita por (L.) Mill. y publicado en The Gardeners Dictionary: . . . eighth edition Fragaria no. 4. 1768.
Etimología
Fragaria: nombre genérico que proviene del latín fraga, "fresa", que se deriva de fragum, "fragante", donde se refiere a la fragancia de la fruta.
chiloensis: epíteto geográfico que alude a su localización en Chile.
Variedades
De todas las variedades descritas, solo ha sido aceptada una, siendo las demás sinónimos.
- Fragaria chiloensis subsp. chiloensis[15]

## Galería de imágenes

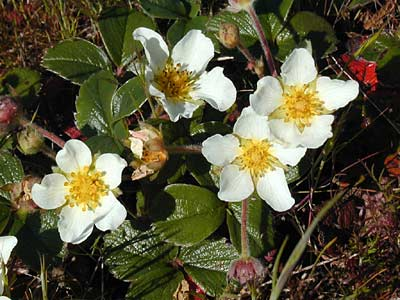
Flores
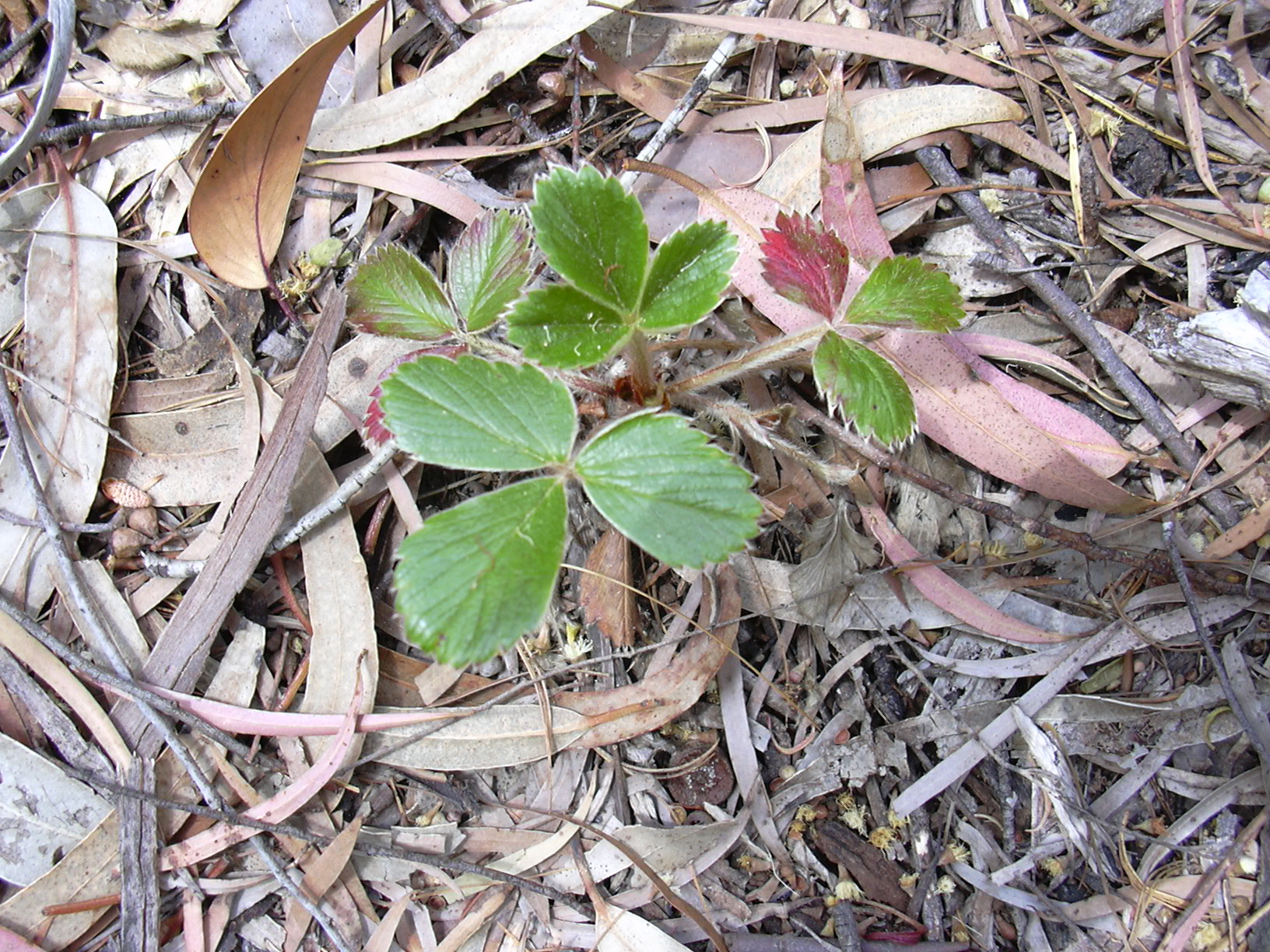
En su hábitat
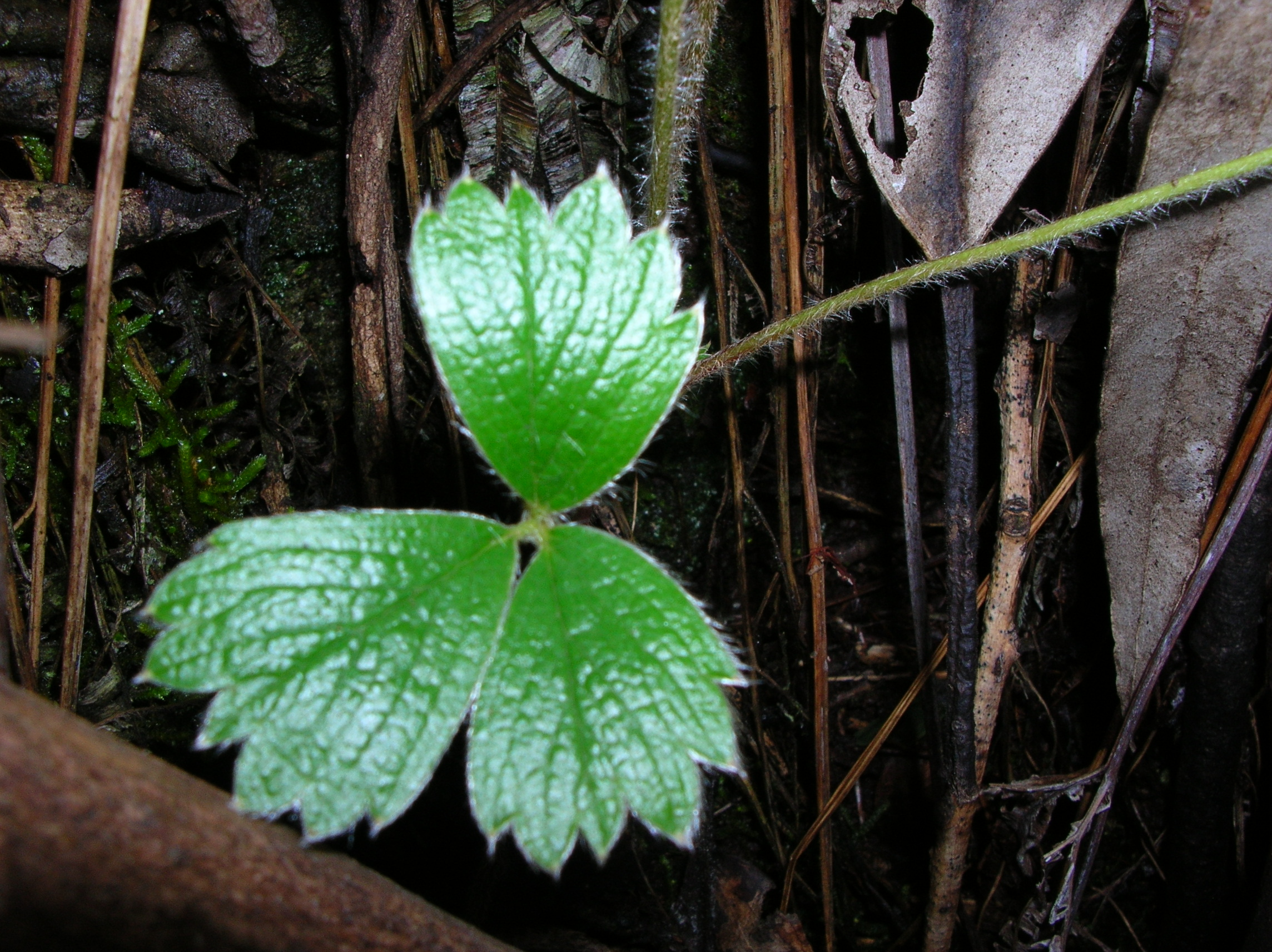
Detalle de la hoja
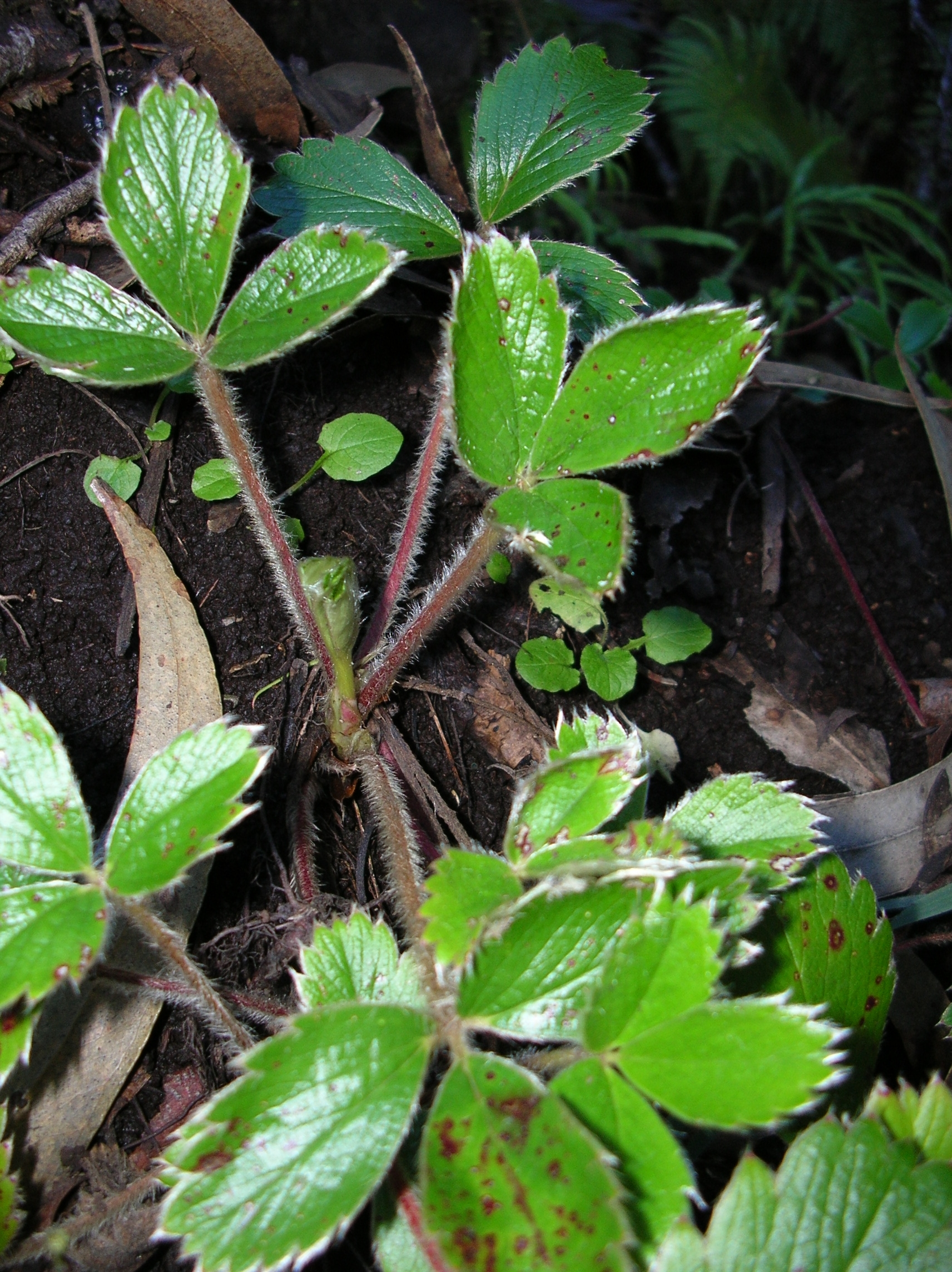
Vista de la planta
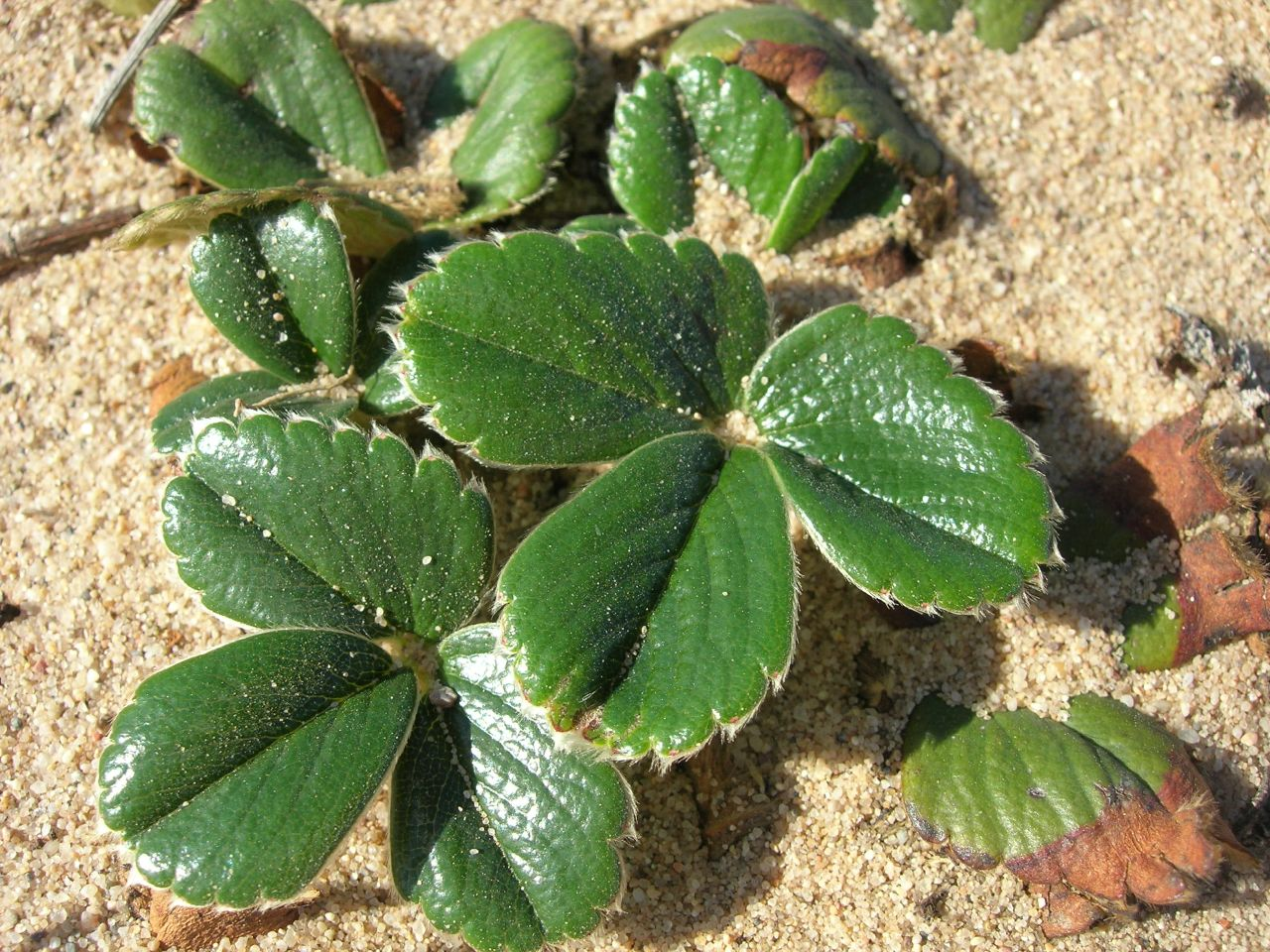
Vista de la planta

## Otras fuentes de información
- Frutos de Purén